# Севастьянов, Михаил Петрович
Михаил Петрович Севастьянов (4 июня 1848 — 1925, Ницца) — начальник Главного управления почт и телеграфов в 1904—1913 годах, сенатор.

## Биография
В 1869 году окончил Императорское училище правоведения с чином X класса и поступил на службу в департамент Министерства юстиции.
В 1881 года перешел в Министерство внутренних дел, где занял должность делопроизводителя 2-го делопроизводства в Департаменте полиции. 21 октября 1893 года назначен помощником начальника Главного управления почт и телеграфов, 1 января 1904 года — исправляющим должность начальника управления, а 5 декабря того же года — утвержден в должности. 6 декабря 1904 года произведен в тайные советники.
6 октября 1913 года назначен неприсутствующим сенатором. Позднее присутствовал в 1-м департаменте Правительствующего Сената.
В эмиграции во Франции. Скончался в 1925 году в Ницце.

## Семья
Был женат на дочери президента города Петрокова Варваре Васильевне Керцелли. Их сыновья: Михаил (1883—?) и Юрий (1894—?).

## Награды
- Орден Святого Станислава 1-й ст. (1897)
- Орден Святой Анны 1-й ст. (1901)
- Орден Святого Владимира 2-й ст. (1907)
- Орден Белого Орла (1911)
- Орден Святого Александра Невского (1917)

Иностранные:
- черногорский Орден Князя Даниила I 3-й ст. (1883)
- шведский Орден Вазы, ком. крест 1-го класса (1896)
- персидский Орден Льва и Солнца 2-й ст. (1897)
- французский Орден Почётного легиона, офицерский крест (1897)
- австрийский орден Франца Иосифа, большой крест (1899)
- прусский Орден Красного орла 2-го класса со звездой (1899)
- болгарский Орден «За гражданские заслуги» 1-й ст. (1904)
- итальянской Орден Короны, большой крест (1907)
- датский Орден Данеброга, командор большого креста (1908)
- португальский Орден Непорочного зачатия Девы Марии Вила-Висозской 1-й ст. (1909)